# Пекшев, Александр Алексеевич
Александр Алексеевич Пекшев (1904—1986) — советский государственный деятель. 

## Биография
Родился в селе Сотницыно Сасовского района Рязанской области. 
В 1937—1938 годах — директор Московского электроизоляционного завода. В августе — ноябре 1938 года — заместитель начальника Главэлектропрома. В 1938—1939 годах — заместитель наркома, в январе — октябре 1939 года — нарком местной промышленности РСФСР.
С 8 октября 1939 по 5 мая 1942 года — первый заместитель председателя СНК РСФСР. Одновременно с 5 января 1941 по 5 мая 1942 года нарком государственного контроля РСФСР. В 1942—1946 годах — директор завода № 686 (Москва).
С 5 марта 1945 года — уполномоченный Особого комитета в 1-й Польской армии (1-й Белорусский фронт).
С 1946 года — заместитель министра электротехнической промышленности СССР. 

## Личная жизнь
- Жена — Анна Петровна Пекшева 
  - сын — Пекшев Валерий Александрович, Пекшев Михаил Петрович.